# 1908年1月3日の日食

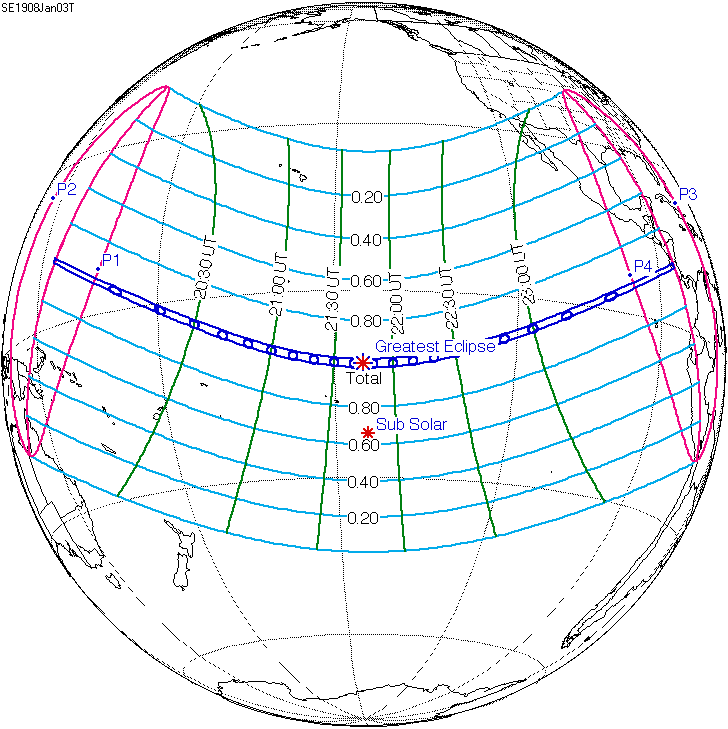

1908年1月3日の日食は、1908年1月3日に観測された日食である。ドイツ領ニューギニア、イギリス領西太平洋地域、イギリス領ライン諸島、イギリス領フェニックス諸島、コスタリカで皆既日食が観測され、太平洋にある多くの島、中部アメリカのほとんど及び以上の地域の周辺の一部で部分日食が観測された。

## 通過した地域
皆既帯のほとんどが海にあり、陸地は数少ない島と月の本影が地球上で通過した最後の場所、日没とともに皆既日食があったコスタリカの長さが約90キロの地域のみ。詳細はドイツ領ニューギニアのエボン環礁（現在のマーシャル諸島に属する）、イギリス領西太平洋地域（現在のキリバスに属する）のブタリタリ極南端・アベイアン北部・マラケイ（現地時間1月4日）、イギリス領ライン諸島（現在のキリバスに属する）のフリント島、イギリス領フェニックス諸島（現在のキリバスに属する）のオロナ島とマンラ島、コスタリカ北西部（現地時間1月3日）だった。
また、皆既日食が見えなくても、部分日食が見えた地域はオーストラリア北東部、オセアニアのほとんどの島（パラオ諸島、ニューギニア島西部、ニュージーランドを除く）、アメリカ合衆国南部、中央アメリカのほとんど（メキシコ北西端のごく小さい部分を除く）、大アンティル諸島西部、南アメリカ北西部だった。そのうち大部分が国際日付変更線の東にあり、現地時間1月3日に日食が見え、残りの部分では1月4日に見えた。

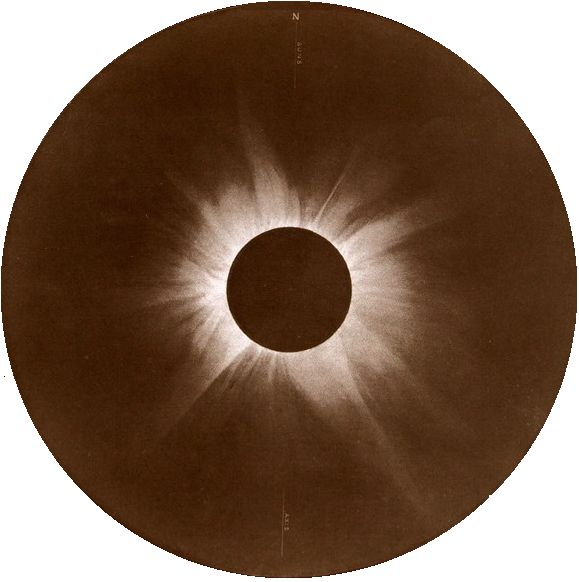
リック天文台の観測隊がフリント島で撮ったコロナ

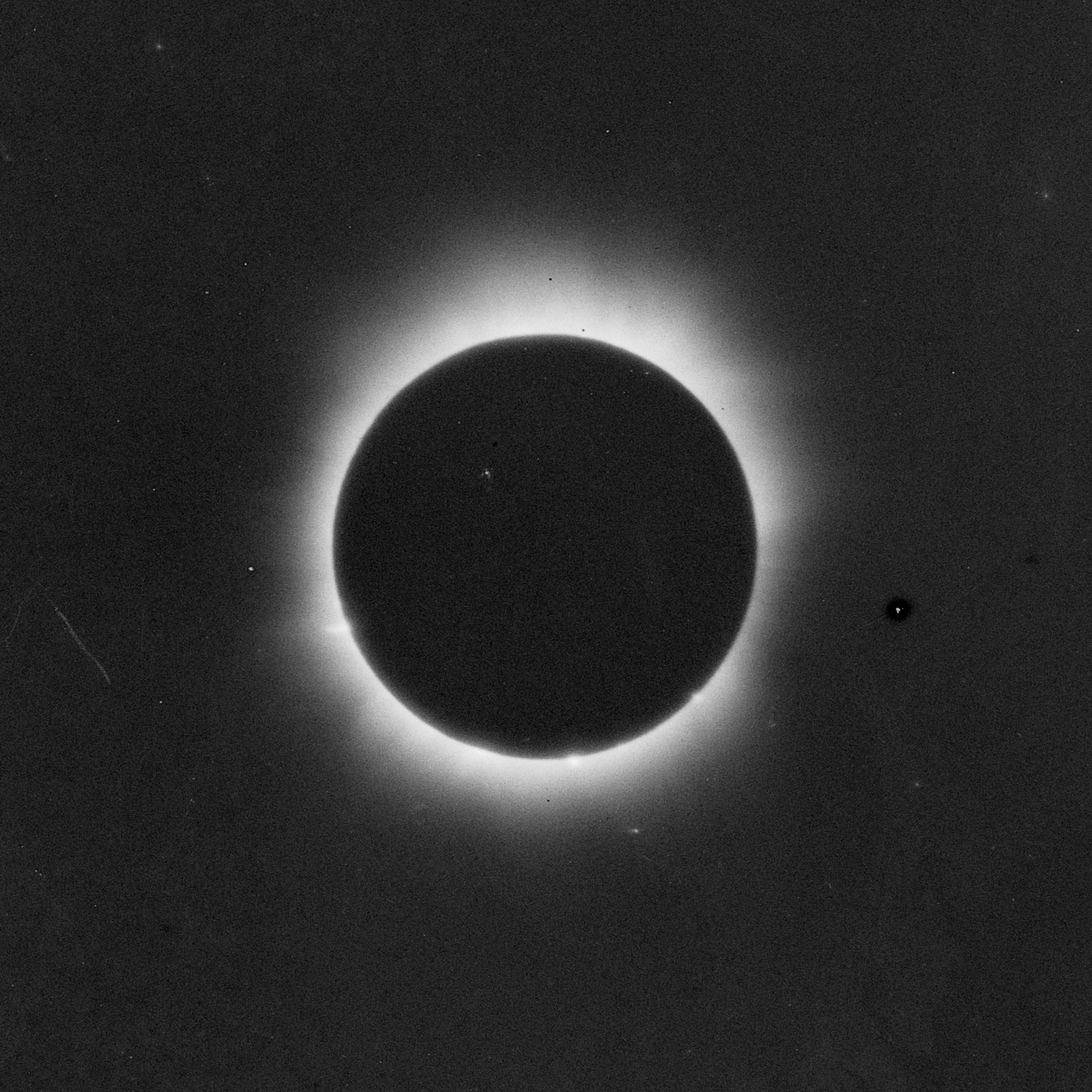
フリント島のコロナ写真

## 観測
アメリカのリック天文台は観測隊をライン諸島にある無人島のフリント島に派遣した。観測隊は1907年11月22日に船でサンフランシスコを出発し、12月4日にフランス領ポリネシアの行政所在地タヒチ島のパペーテに到着し、物資を調達し、スタッフを配備し、12月7日夕方に再び船に乗り、9日午後にフリント島に到着した。イギリス王立天文学会とオーストラリアのシドニー天文台の天文学者とニュージーランドの測量士もその付近で皆既日食を観測した。観測隊はコロナの写真を撮った。